# Dmytro Kloc
Dmytro Witalijowycz Kloc, ukr. Дмитро Віталійович Кльоц (ur. 15 kwietnia 1996 w Równem) – ukraiński piłkarz, grający na pozycji pomocnika.

## Kariera piłkarska

### Kariera klubowa
Wychowanek klubu Weres Równe i Szkoły Sportowej we Lwowie, barwy których bronił w juniorskich mistrzostwach Ukrainy (DJuFL). Karierę piłkarską rozpoczął 7 sierpnia 2013 w drużynie młodzieżowej Karpat Lwów, a 1 marca 2015 debiutował w podstawowym składzie Karpat w meczu z Metałurhiem Donieck.

### Kariera reprezentacyjna
Występował w juniorskich reprezentacjach U-17 i U-19.

## Sukcesy i odznaczenia

### Sukcesy klubowe
- brązowy medalista Juniorskich Mistrzostw Ukrainy U-19: 2014